# Eugène Fromentin
Eugène Fromentin (n. 24 octombrie 1820, La Rochelle, Poitou-Charentes, Franța – d. 27 august 1876, La Rochelle, Poitou-Charentes, Franța) a fost un pictor, scriitor și critic de artă francez.

## Scrieri
- 1857: O vară în Sahara ("Un été dans le Sahel"), evocări ale peisajului african
- 1858: Un an în Sahel ("Un anée dans le Sahel"), idem
- 1863: Dominique, roman autobiografic, capodopera sa
- 1876: Maeștrii de altădată ("Les maîtres d'autrefois"), studii despre pictorii flamanzi și olandezi.